# 廣鰭八腕魷
廣鰭八腕魷為八腕魷科下的一種大型魷魚，外套膜長達可達1.7米（5.6英尺），全長則可達2.3米（7.5英尺）。目前已知體型最大的個體體重可達161.4（356磅），屬成年雌性個體[nb a]。

## 命名學
廣鰭八腕魷學名「Taningia danae」的屬名是為了紀念丹麥魚類學家Åge Vedel Tåning，種名則來自他出航時常搭乘的研究船－德納。

## 生態學

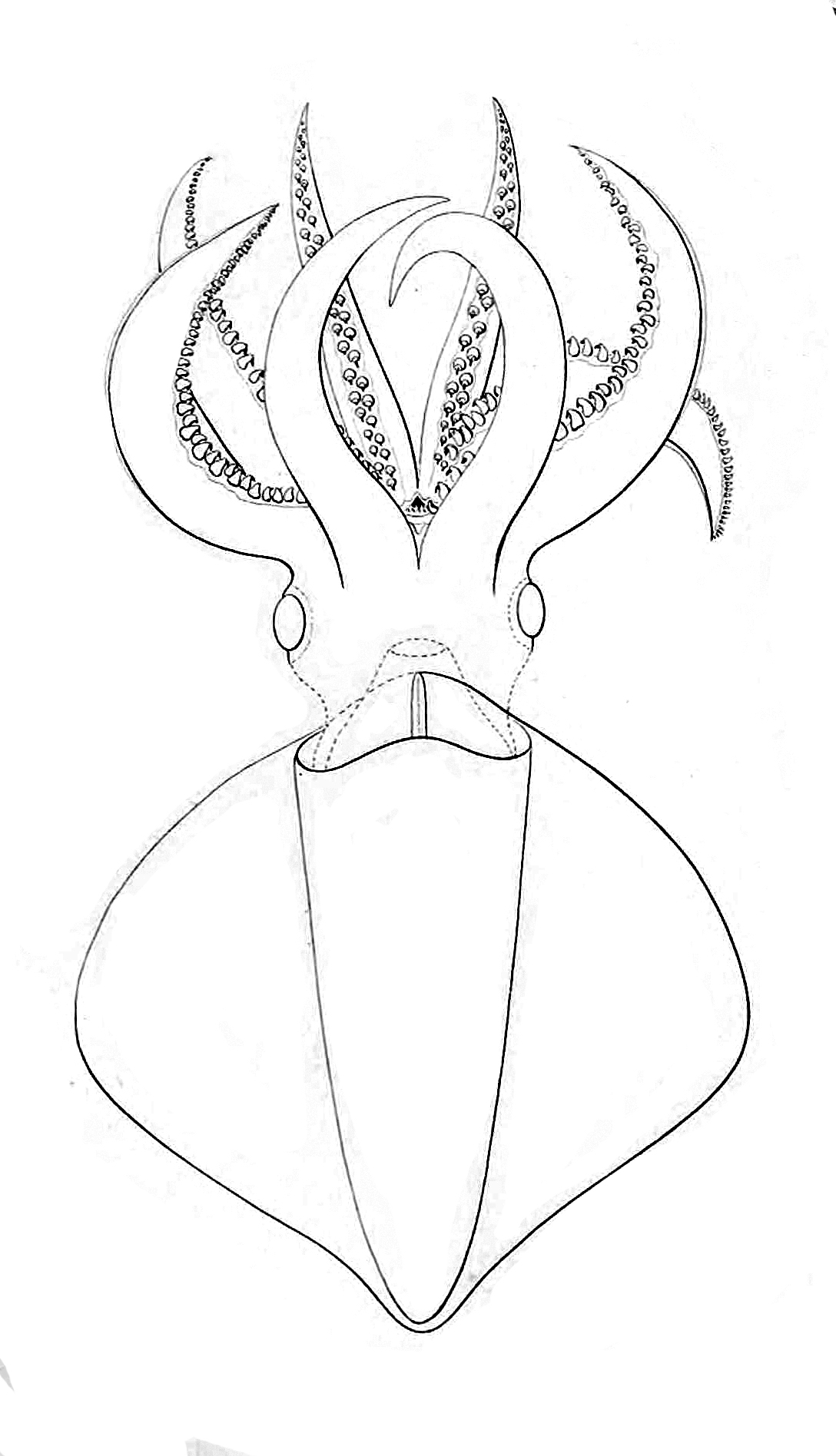
廣鰭八腕魷的腹視圖

廣鰭八腕魷與其它八腕魷科物種同樣具有生物發光的能力，更具有目前已知最大的發光器，約與拳頭或檸檬相當，發光器外部被黑色的膜完全包覆，功能類似眼瞼，讓廣鰭八腕魷得以控制發光器的閃爍。
2005年，由日本海洋生物學家窪寺恒己帶領的研究團隊首次成功於北太平洋的父島外海深處捕捉到廣鰭八腕魷的身影，當下該個體在捕捉獵物時會同時透過腕足上的發光器發出藍綠色的強光，科學家認為這個行為是為了使獵物失去判斷能力。強光也可能是為了照明，方便廣鰭八腕魷捕捉到獵物的位置，或是用於求偶及儀式性攻擊行為。
除了用於捕捉獵物，廣鰭八腕魷的發光能力也能用來充當防禦機制。幼年個體曾經被觀察過會透過突然快速游向潛在掠食者及發出閃光來驚嚇對方。
2012年，廣鰭八腕魷在探索頻道的特別節目《Monster Squid: The Giant Is Real（直譯「怪物魷魚：真實巨獸」）》搜索大王烏賊的過程中被捕捉到了兩次畫面。

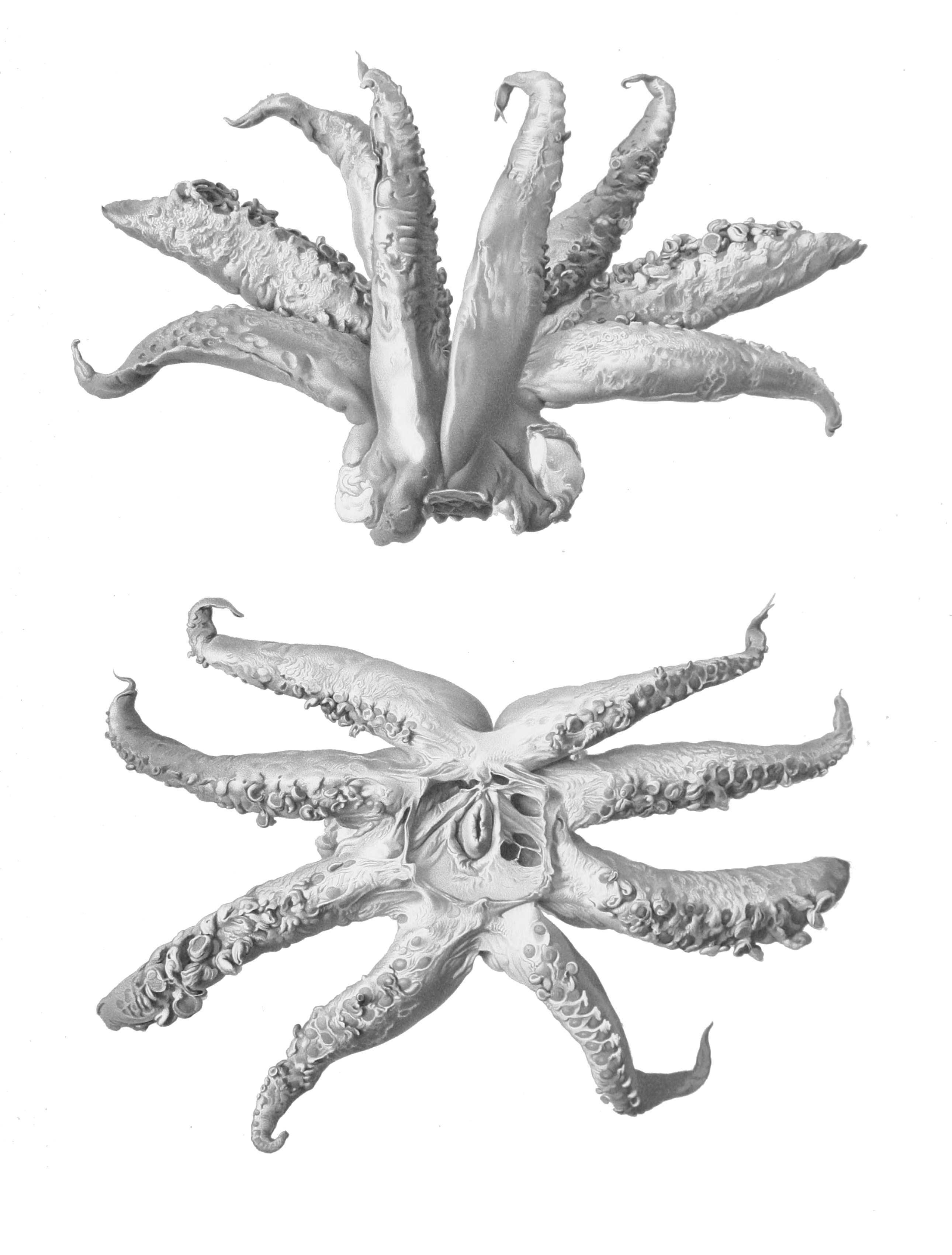
廣鰭八腕魷的腕足及頰塊

廣鰭八腕魷的遺骸偶爾會被沖上海岸。2008年，一群學生在百慕達葡萄灣在沙灘上發現了廣鰭八腕魷的外套膜及其已分離的腕足。2013年，一頭重54（119磅）、外套膜長103 cm（3.38英尺）的個體在西班牙加利西亞埃斯塔卡德巴雷斯角沿海水深240米（790英尺）的深海中被拖網捕撈上岸，目前該樣本由西班牙海洋研究院收藏。
廣鰭八腕魷體內較高濃度的氮-15意味著牠們屬於營養級較高的掠食者。但牠們同時也是抹香鯨的獵物之一。

## 延伸閱讀
- González, Á.F., Á. Guerra & F. Rocha 2003. New data on the life history and ecology of the deep-sea hooked squid Taningia danae （页面存档备份，存于）. Sarsia 88(4): 297–301.
- Quetglas, A., K. Fliti, E. Massutí, W. Refes, B. Guijarro & S. Zaghdoudi 2006. Quetglas, Antoni; Fliti, Khaled; Massutí, Enric; Refes, Wahid; Guijarro, Beatríz; Zaghdoudi, Said. . Scientia Marina. 2006, 70: 153–155  [2024-03-30]. doi:10.3989/scimar.2006.70n1153 . hdl:10508/7451 . （原始内容存档于2024-03-24）.. Scientia Marina 70(1): 153–155.
- Santos, M.B., G.J. Pierce, Á.F. González, F. Santos, M.A. Vázquez, M.A. Santos & M.A. Collins 2001. First records of Taningia danae (Cephalopoda: Octopoteuthidae) in Galician waters (north-west Spain) and in Scottish waters (UK). Journal of the Marine Biological Association of the UK 81(2): 355–356. doi:10.1017/S0025315401003903
- Zeidler, W. 1981. A giant deep-sea squid, Taningia sp., from South Australian waters. Transactions of the Royal Society of South Australia 105(4): 218.

## 外部連結
- 頭足綱資料庫（CephBase）： 廣鰭八腕魷 （页面存档备份，存于）
- Tree of Life web project: Taningia danae （页面存档备份，存于）
- National Geographic: Monster Glowing Squid Caught on Camera
- BBC: Large squid lights up for attack （页面存档备份，存于）